# Triatlo nos Jogos Europeus de 2015
As competições de triatlo nos Jogos Europeus de 2015 foram disputadas na Praia de Bilgah, em Baku entre 13 e 12 de junho. Foram disputadas duas modalidades. 

## Calendário
| Junho   | 12 | 13 | 14 | 15 | 16 | 17 | 18 | 19 | 20 | 21 | 22 | 23 | 24 | 25 | 26 | 27 | 28 |
| ------- | -- | -- | -- | -- | -- | -- | -- | -- | -- | -- | -- | -- | -- | -- | -- | -- | -- |
| Triatlo |    | 1  | 1  |    |    |    |    |    | \| |    |    |    |    |    |    |    |    |

|  | Dia de competição |  | Dia de final |

## Qualificação
Através de processo de qualificação, os 12 primeiros CONs puderam inscrever até 3 atletas por evento. Os demais  CONs tiveram direito a duas vagas por evento. 130 atletas participaram das provas sendo 65 em ambos os sexos. 

## Medalhistas
| Evento             | Ouro                           | Prata                           | Bronze                           |
| ------------------ | ------------------------------ | ------------------------------- | -------------------------------- |
| Masculino detalhes | Gordon Benson GBR Grã-Bretanha | João Pedro Silva POR Portugal   | Rostyslav Pevtsov AZE Azerbaijão |
| Feminino detalhes  | Nicola Spirig SUI Suíça        | Rachel Klamer NED Países Baixos | Lisa Nordén SWE Suécia           |

## Quadro de medalhas
O quadro de medalhas foi publicado. 
| Ordem | País              | Medalha de ouro | Medalha de prata | Medalha de bronze |   |
| ----- | ----------------- | --------------- | ---------------- | ----------------- | - |
| 1     | GBR Grã-Bretanha  | 1               |                  |                   | 1 |
|       | SUI Suíça         | 1               |                  |                   | 1 |
| 3     | NED Países Baixos |                 | 1                |                   | 1 |
|       | POR Portugal      |                 | 1                |                   | 1 |
| 5     | AZE Azerbaijão    |                 |                  | 1                 | 1 |
|       | SWE Suécia        |                 |                  | 1                 | 1 |
| TOTAL | TOTAL             | 2               | 2                | 2                 | 6 |